# Imagin
Imagin Co.,Ltd (イマジン株式会社?, Imajin kabushiki gaisha) è uno studio di animazione giapponese con sede a Nerima, Tokyo, in Giappone. La compagnia è stata costituita il 15 giugno 1992 da Akio Sakai, l'attuale presidente, che aveva precedentemente lavorato per Mushi Production e Madhouse.

## Anime
- Eureka Seven
- Eyeshield 21
- Hit wo Nerae!
- Love Love?
- Z-Mind 1999
- Moonlight Lady
- Mushishi
- One Piece: L'isola segreta del barone Omatsuri
- Rizelmine
- Spice and Wolf
- Strawberry Panic!
- The Cosmopolitan Prayers